# Dennis Paustian-Döscher
Dennis Paustian-Döscher (* 16. Oktober 1980 in Oldenburg (Holstein)) ist ein deutscher Politiker (Bündnis 90/Die Grünen). Er ist seit März 2020 Abgeordneter in der Hamburgischen Bürgerschaft.

## Leben
Paustian studierte Betriebswirtschaft mit Abschluss als Bachelor of Arts. Er arbeitet als Steuerassistent in einer Steuerberatungskanzlei. Paustian wurde 2011 in die Bezirksversammlung Wandsbek gewählt. Von 2014 bis 2018 war er Fraktionsvorsitzender von Büdnis90/Die Grünen und von 2019 bis 2020 deren parlamentarischer Geschäftsführer in der Bezirksversammlung.
Bei der Wahl zur Hamburger Bürgerschaft 2020 gewann er ein Wahlkreismandat im Wahlkreis Bramfeld – Farmsen-Berne. Er ist Mitglied in verschiedenen Ausschüssen, u. a. Haushalt, Öffentliche Unternehmen sowie Soziales, Arbeit und Integration. Innerhalb der Grünen-Bürgerschaftsfraktion ist er Sprecher für Haushalt und Öffentlichen Dienst. Zudem ist er Mitglied im Parlamentarischen Untersuchungsausschuss der Hamburgischen Bürgerschaft zur Cum-Ex-Affäre.
Paustian lebt seit 2011 in einer eingetragenen Lebenspartnerschaft.